# Ocean Software
La Ocean Software Ltd, comunemente indicata come Ocean, è stata una software house inglese specializzata in videogiochi, una delle maggiori produttrici europee. Fu attiva tra il 1983 e il 1996, fino alla sua acquisizione da parte della Infogrames. Si trattava principalmente di un editore di giochi per computer e console, ma si occupò internamente anche di sviluppo.
Nel corso della sua storia produsse decine di giochi per molti sistemi come lo ZX Spectrum, il Commodore 64, l'Amstrad CPC, l'Atari ST, l'Amiga, i computer IBM compatibili e le console NES e SNES.

## Storia

### La creazione e il marchio
La società venne fondata nel 1982 da David Ward, ex imprenditore di boutique etniche di Liverpool, soltanto come editrice e con il nome di Spectrum Games Ltd. Sebbene pubblicando giochi di scarsa importanza, dopo il primo anno Ward aveva accumulato 5 dipendenti e venduto 200 000 copie. Venne quindi fondato il marchio Ocean, David Ward divenne presidente e il suo socio Jon Woods (in seguito uno dei principali investitori dell'Everton Football Club) divenne amministratore delegato. Venivano pubblicati i giochi realizzati da circa 60 programmatori indipendenti sparsi per il Regno Unito. I primi prodotti con il marchio Ocean vennero pubblicati nel 1984 (Moon Alert, Hunchback, Highnoon, Gilligan's Gold, ecc.).
Dopo un paio d'anni Ocean diventò anche una sviluppatrice, assumendo giovani programmatori, e stabilì la sua sede centrale al civico n. 6 di Central Street a Manchester. Rimasero comunque importanti gli sviluppatori esterni, tra i quali Jon Ritman, Bernie Drummond, Denton Designs, Sensible Software, Digital Image Design.
Ward puntava molto sul fatto che un gioco con un tema già riconoscibile ai consumatori poteva vendere meglio, per cui l'azienda si concentrò spesso sulla pubblicazione di conversioni domestiche di videogiochi arcade e di titoli tratti con licenza ufficiale da film o da altre opere di successo.

### L'acquisizione della "Imagine software"
Successivamente la società acquisì anche la fallita Imagine Software, che all'interno di Ocean si dedicò alle conversioni di arcade. Nello stesso anno Ocean strinse un accordo con Konami per pubblicare i suoi videogiochi arcade per i computer. Nel 1986 si accordò con la Taito per sviluppare la versione per computer di giochi come Arkanoid, Renegade e Bubble Bobble.

### I giochi ispirati al cinema
Ocean acquisì molte licenze di film di successo come Rambo, Corto Circuito, Cobra e Miami Vice per realizzarne dei videogiochi. Una delle licenze di maggior ritorno economico fu quella di RoboCop.
Secondo il direttore dello sviluppo Gary Bracey, dopo che la Ocean si era fatta un buon nome nell'ambito dei giochi tratti da film, le case produttrici stesse dei film iniziarono a contattare la Ocean proponendo le loro sceneggiature per trarne dei giochi (Bracey ricorda perfino una proposta per un'improbabile gioco su Mississippi Burning).
Tra i titoli originali (non basati su licenze) di maggior successo ci furono Head over Heels e Wizball.

### Gli ultimi anni e la fine
La principale concorrente della Ocean era la U.S. Gold, con la quale tuttavia ci furono anche delle collaborazioni, ad esempio le raccolte della serie They Sold a Million che univano i maggiori successi di entrambe. Per la pubblicazione nel budget range Ocean fondò l'etichetta The Hit Squad, dedicata alla riedizione di vecchi titoli.
Nell'ultimo periodo, attorno al 1994, l'azienda allestì un nuovo studio di sviluppo interno chiamato Tribe, per affrontare il passaggio alle piattaforme di nuova generazione a 32/64 bit. Nel 1996 il personale di Tribe aveva raggiunto gli 80 membri. Ciononostante, lo stesso anno la Ocean venne acquisita dalla Infogrames per 100000000 £. La società così cambiò il suo nome in Infogrames UK. L'ultimo videogioco pubblicato con il marchio Ocean fu GT 64: Championship Edition nel 1998 per Nintendo 64.

## Videogiochi
Il seguente è un elenco, completo o quasi, dei titoli pubblicati da Ocean, secondo un conteggio fatto da ex dipendenti della Ocean stessa.
Nell'elenco non sono compresi i giochi già pubblicati da altre software house e ripubblicati dall'etichetta a basso costo The Hit Squad, sempre appartenente a Ocean.
Legenda: L = tratto con licenza da film o altro, C = conversione di arcade, O = originale.
- The Addams Family (16 bit) L
- The Addams Family (console 8 bit) L
- The Addams Family (computer 8 bit) L
- The Addams Family (Game Boy) L
- The Addams Family: Pugsley's Scavenger Hunt L
- Addams Family Values L
- Adidas Championship Football L
- Adidas Championship Tie-Break L
- Android 2 O
- Arkanoid C
- Arkanoid: Revenge of Doh C
- Armageddon C non ufficiale
- Army Moves O
- Athena C
- Batman L dal fumetto
- Batman L dal film
- Batman: The Caped Crusader L
- Battle Command O
- Beach Volley O
- Billy The Kid O
- Break Point Tennis O
- Burning Rubber O
- Cabal C
- Cavelon C
- Central Intelligence O
- Chase H.Q. C
- Chase H.Q. II C
- Cheesy O
- Chinese Juggler O
- Cobra L
- Combat School C
- Cool World (computer e Game Boy) L
- Cool World (NES) L
- Cool World (SNES) L
- Cosmic Bakery C
- Cosmic Wartoad C
- Daley Thompson's Decathlon L
- Daley Thompson's Olympic Challenge L
- Daley Thompson's Star Events L (unico gioco per Commodore 16)
- Daley Thompson's Super Test L
- Darkman (home computer) L
- Darkman (NES) L
- Darkman (Game Boy) L
- Dennis the Menace L
- Digger Dan C non ufficiale
- Donkey Kong C
- Double Dragon (cartuccia) C
- Double Take O
- Dragon Ninja C
- Eco O
- Eek! The Cat L
- EF 2000 O
- Elf O
- Emilio Butragueño ¡Fútbol! (con Topo Soft) L
- Emilio Butragueño 2 (raccolta di Gary Lineker's Hot-Shot e Gary Lineker's Superskills) L
- Epic O
- Eskimo Eddie C non ufficiale
- F29 Retaliator O
- Fighters Destiny O (N64)
- Firefly O
- Flash Point O
- Frankie Goes to Hollywood L
- Freddy Hardest O
- Galivan C
- Game Over O
- Gift from the Gods O
- Gilligan's Gold C non ufficiale
- The Great Escape O
- Green Beret C
- Gryzor C
- GT 64: Championship Edition L
- Guerrilla War C
- Gutz O
- Head over Heels O
- Heart of Darkness O
- Highlander L
- Highnoon O
- Hook L
- Hudson Hawk L
- Hunchback C
- Hunchback: The Adventure O
- Hunchback II: Quasimodo's Revenge O
- Hyper Rally O
- Hyper Sports C
- Ikari Warriors C
- Inferno O
- International Match Day O
- Iron Angel O
- Island of Death O
- It's a Knockout O
- Ivanhoe O
- I-War O
- Jersey Devil O
- Jonny and the Jimpys (raccolta di Bangers & Mash e Spellbound) O
- Jungle Strike O
- Jurassic Park L
- Kid Chaos O
- Knight Rider L
- Konami's Golf C
- Konami's Tennis C
- Kong C
- Kong Strikes Back O
- Laser Basic O (software di sviluppo)
- Laser Compiler O (software di sviluppo)
- Laser Genius O (software di sviluppo)
- Legend of Kage C
- Lemmings O (NES, Gameboy)
- Lethal Weapon L
- Lethal Weapon L (NES, Gameboy)
- Lost Patrol O
- Lucky Luke L
- Madballs L
- Mag Max C
- Mailstrom O
- Mario Bros. C
- Match Day O
- Match Day II O
- McDonald Land L
- Miami Vice L
- Midnight Resistance C
- Mighty Max L
- Mikie C
- Mission: Impossible L
- Moon Alert C non ufficiale
- Movie O
- Mr. Do! C (Gameboy)
- Mr. Nutz O
- Mr. Wimpy C non ufficiale
- Multi-Racing Championship O (N64)
- Mutants O
- NARC C
- Navy Seals L
- The Neverending Story L
- Never Go With Strangers O (Spec)
- The NewZealand Story C
- Nightbreed L
- Nightbreed: The Interactive Movie L
- Nightmare Rally O
- Nomad O
- Operation Thunderbolt C
- Operation Wolf C
- Pang C
- Parallax O
- Parasol Stars C
- Phantom Club O
- Ping Pong C
- Platoon L
- Plotting C
- Pogo C non ufficiale
- Prince Valiant L (Gameboy)
- Psycho Soldier C
- Pud Pud O
- Pugsley's Scavenger Hunt L
- Pushover O
- Puzznic C
- Quondam O (allegato a Crash)
- The Raiden Project O
- Rainbow Islands C
- Rambo: First Blood Part II L
- Rambo III L
- Rastan Saga C
- Red Heat L
- Renegade C
- Renegade III O
- Rescue O (precoce titolo per ZX)
- Retee! 2 (European Champions) O
- Road Race O (allegato a Your Sinclair, conversione rifiutata di Hyper Rally)
- RoboCop L
- RoboCop 2 L
- RoboCop 3 L
- Robotics (già pubblicato da Spectrum Games come Frenzy) C non ufficiale
- Roland's Ratrace L
- Roller Ball O
- Royal Birkdale Championship Golf L
- Run the Gauntlet L
- Ryder Cup Golf L
- Salamander C
- Sea Legends O
- Shadow Warriors C
- Shadow of the Beast O (cartuccia C64)
- Short Circuit L
- Shut-It O
- The Simpsons: Bart vs. the Space Mutants L
- Slap Fight C
- Sleepwalker O
- Sly Spy: Secret Agent C
- Smash TV C
- Soccer Kid O
- Space Gun C
- Street Hawk L
- Stunt Bike O
- Super Bowl L
- Super Hunchback L (Gameboy)
- Super James Pond O (SNES)
- Super Soccer O
- Tai-Pan L
- Tank C
- Tarantula O (precoce titolo per Oric)
- Target Renegade O
- Terminator 2 L
- Terra Cresta C
- TFX O
- TLL: Tornado Low Level O (C64)
- Toki C
- Top Gun L
- Total Drivin O
- Total Recall L
- Track & Field (per Spectrum nella raccolta Game, Set and Match 2) C
- Transformers L
- Transversion C non ufficiale
- True Pinball O
- Tunnel B1 (PS1)
- Typhoon C
- The Untouchables (computer e NES) L
- The Untouchables (SNES) L
- V L
- Victory Road C
- The Vindicator O
- Viper O
- Voyager O
- WEC Le Mans C
- Wetrix O
- Where Time Stood Still O
- Wizadore O (BBC)
- Wizball O
- Wizkid O
- World Rally Fever O
- World Series Baseball O
- World Series Basketball O
- Worms O (SNES, Gameboy, Saturn)
- WWF European Rampage Tour L
- WWF WrestleMania L
- X2 O
- Yie Ar Kung Fu C
- Yie Ar Kung Fu II L
- Zero Divide O

I seguenti titoli sono stati pubblicati come Spectrum Games, prima dell'istituzione di Ocean. Sono tutti conversioni non ufficiali di arcade.
- Caterpilla
- Cosmic Intruders
- Frenzy
- Galaxy Invaders
- Hopper
- Missile Attack
- Monster Muncher
- Road Frog
- Rocket Command

I seguenti titoli erano previsti, ma non sono stati completati o pubblicati:
- Airwolf L
- Bart vs. The World L
- Batman: The Adventure L
- Castle Capers O
- Chute Pursuit O (C64)
- Cold Steel O (SNES)
- Cyclone O (C64)
- Dewey The Dolphin O (C64)
- Flyer Fox
- Green Lantern O (SNES)
- Ice Hockey O (Spectrum)
- Krypton Factor L (annunciato nel 1985)
- Liverpool FC L
- Mr Tuff O (SNES)
- Newt O
- Night Breed RPG L
- Radio Flyer L
- Saviour O
- Shadow, The L (SNES)
- Silver O
- Snow Bros. C
- Starace O
- Universal Monsters L
- Wings of Apache L
- Zoiks L

### Raccolte
Ocean pubblicò molte raccolte di riedizioni di titoli di successo, tra cui (elenco non esaustivo):
- 2 Hot 2 Handle
- 5 Star
- 100% Dynamite
- Action Pack
- Addicted to Fun - Ninja Collection
- Addicted to Fun - Rainbow Collection
- Addicted to Fun - Sports Collection
- Atari Powerpack
- The Biz[5]
- Blaze Out
- Dark Force
- DID Digital Image Design Collection
- The Dream Team
- Five Brilliant Sport Action Games
- Game Set and Match
- Game Set and Match 2
- Hollywood Collection
- The In Crowd
- Jubileum / Le monde des merveilles
- Les justiciers
- Les justiciers 2
- Les justiciers 3
- Light Force
- Live Ammo
- The Magnificent Seven
- Magnum 4
- Mega Mix
- Party Time
- Power Up
- Precious Metal
- Screen Heroes
- Skyrock
- Sports Compilation
- Stars on the 128
- Super Fighter
- U4
- U5
- We are the Champions
- Worms United

### The Hit Squad
L'etichetta The Hit Squad (letteralmente "la squadra speciale" o "la squadra assassina", ma "hit" indica anche i giochi di successo) venne usata tra il 1989 e il 1996 per pubblicare edizioni a basso costo, soltanto per computer (prevalentemente Amiga, Amstrad CPC, Atari ST, Commodore 64, MS-DOS, ZX Spectrum). Gran parte dei titoli sono riedizioni di giochi precedentemente pubblicati a prezzo pieno dalla stessa Ocean o da molti altri editori. Ci sono alcuni casi di giochi usciti direttamente come The Hit Squad, ad esempio le versioni 16 bit di Head over Heels. Elenco approssimativo dei giochi The Hit Squad, con le date relative alla riedizione:
- 4th & Inches (1993)
- 688 Attack Sub (1990)
- The Addams Family (1993)
- After Burner (1991)
- After Burner II (1989)
- Altered Beast (1991)
- APB: All Points Bulletin (1991)
- Archer Maclean's Pool (1994)
- Arkanoid (1989)
- Arkanoid: Revenge of Doh (1990)
- A-Train (1994)
- Bad Dudes Vs. DragonNinja (1991)
- Badlands (1992)
- Batman (1989)
- Batman: The Movie (1991)
- Batman: The Caped Crusader (1990)
- Beach Volley (1991)
- Birds of Prey (1993)
- Black Crypt (1994)
- Blue Angels: Formation Flight Simulation (1993)
- Bubble Bobble (1991)
- Budokan: The Martial Spirit (1993)
- Burntime (1994)
- Cabal (1991)
- Cannon Fodder (1995)
- Castle Master (1992)
- Chase H.Q. (1991)
- Chase H.Q. II: Special Criminal Investigation (1991)
- Cobra (1989)
- Combat School (1989)
- Cool World (1994)
- Crazy Cars (1989)
- Cyberball (1992)
- The Cycles: International Grand Prix Racing (1993)
- Daley Thompson's Decathlon (1989)
- Daley Thompson's Olympic Challenge (1990)
- Daley Thompson's Super-Test (1990)
- Darkman (1993)
- Desert Strike: Return to the Gulf (1994)
- Dragon Spirit (1991)
- Driller (1991)
- The Duel: Test Drive II (1992)
- Dune (1994)
- Dune II (1995)
- The Empire Strikes Back (1990)
- Enduro Racer (1989)
- Epic (1994)
- Escape from the Planet of the Robot Monsters (1992)
- F29 Retaliator (1993)
- Fantasy Manager: The Computer Game (1994)
- Fun School 2: For 6-8 Year Olds (1992)
- Fun School 2: For the Over-8s (1992)
- Fun School 2: For the Under-6s (1992)
- Galaxy Force II (1991)
- Ghostbusters II (1991)
- Grand Prix Circuit (1993)
- The Great Escape (1990)
- Green Beret (1989)
- Gryzor (1991)
- Gunboat (1993)
- HardBall! (1993)
- Hard Drivin' (1991)
- Hard Drivin' II (1993)
- Hard Nova (1993)
- Harpoon & Battleset 2 (1994)
- Head over Heels (1990)
- HeroQuest (1993)
- Hook (1993)
- Hook (1993)
- Hudson Hawk (1992)
- Hyper Sports (1989)
- The Immortal (1993)
- Indianapolis 500: The Simulation (1993)
- International Karate + (1990)
- Ivanhoe (1991)
- Jack Nicklaus' Greatest 18 Holes of Major Championship Golf (1992)
- John Madden Football (1994)
- KGB (1994)
- Klax (1992)
- Konami's Tennis (1989)
- Last Ninja 2: Back with a Vengeance (1992)
- The Legend of Kyrandia (1995)
- Lethal Weapon (1993)
- LHX: Attack Chopper (1993)
- Licence to Kill (1991)
- Lombard RAC Rally (1991)
- Lotus: The Ultimate Challenge (1995)
- Lure of the Temptress (1994)
- The Magic Candle II: The Four and Forty (1993)
- Mario Andretti's Racing Challenge (1993)
- Match Day (1990)
- Match Day II (1990)
- Match Point (1989)
- Mean 18 (1993)
- Miami Vice (1989)
- Midnight Resistance (1992)
- MiG-29 Fulcrum (1993)
- Mikie (1990)
- NARC (1992)
- Navy Moves (1992)
- Nemesis (1990)
- The New Zealand Story (1991)
- Nightbreed (1992)
- Operation Thunderbolt (1991)
- Operation Wolf (1990)
- Pang (1992)
- Parallax (1990)
- Parasol Stars (1993)
- PGA Tour Golf (1994)
- Pictionary: The Game of Quick Draw (1992)
- Ping Pong (1989)
- Pit-Fighter (1992)
- Platoon (1990)
- Player Manager 2 (1996)
- Populous / The Promised Lands (1991)
- Populous II: Plus Edition (1994)
- Power Drift (1992)
- PowerMonger (1993)
- Predator (1989)
- Prince of Persia (1992)
- Pro Tennis Tour (1992)
- Puffy's Saga (1992)
- Pushover (1994)
- Puzznic (1992)
- Quartet (1990)
- Rack 'Em (1995)
- Rainbow Islands (1992)
- Rambo: First Blood Part II (1989)
- Rambo III (1991)
- Rampage (1989)
- Rampart (1994)
- Rastan (1990)
- R.B.I. Baseball 2 (1993)
- Reach for the Skies (1994)
- The Real Ghostbusters (1990)
- Realms (1994)
- Red Heat (1991)
- Renegade (1989)
- Renegade III: The Final Chapter (1991)
- Return of the Jedi (1991)
- Risky Woods (1994)
- RoboCop (1991)
- RoboCop 2 (1993)
- RoboCop 3 (1994)
- R-Type (1990)
- Run the Gauntlet (1990)
- Salamander (1990)
- SDI: Strategic Defense Initiative (1991)
- Shadowlands (1993)
- Shadow Warriors (1992)
- Shao Lin's Road (1990)
- Short Circuit (1989)
- Shuttle: The Space Flight Simulator (1994)
- SimAnt (1993)
- SimEarth (1995)
- The Simpsons: Bart vs. the Space Mutants (1993)
- Slap Fight (1990)
- Sleepwalker (1994)
- Skate Wars (1992)
- Skull & Crossbones (1993)
- Sly Spy: Secret Agent (1991)
- Smash TV (1993)
- Space Gun (1993)
- Spitting Image: The Computer Game (1991)
- The Spy Who Loved Me (1992)
- Star Wars (1990)
- Strike Fleet (1993)
- S.T.U.N. Runner (1992)
- Stunt Track Racer (1992)
- Supercars International (1996)
- Super Hang-On (1990)
- Super Space Invaders (1993)
- Super Sprint (1990)
- Supremacy: Your Will Be Done (1994)
- Syndicate (1995)
- Target: Renegade (1990)
- Terminator 2: Judgment Day (1992)
- Test Drive II (1992)
- Test Drive III: The Passion (1994)
- They Sold a Million (1985)
- They Sold a Million II (1986)
- They Sold a Million 3 (1986)
- Tiger Road (1991)
- Time Scanner (1990)
- Toki (1993)
- Toobin' (1991)
- Top Gun (1989)
- Total Recall (1992)
- Trivial Pursuit (1992)
- Twin Calibre: 688 Attack Sub + Chuck Yeager's Air Combat (1994)
- Twin Calibre: F29 Retaliator + Heroes of the 357th (1993)
- Ultima VI (1993)
- The Untouchables (1991)
- Vindicators (1991)
- The Vindicator (1990)
- Voyager (1992)
- WEC Le Mans (1991)
- Wing Commander (1993)
- Wizball (1989)
- Wizkid (1993)
- Wonder Boy (1990)
- Wonder Boy in Monster Land (1990?)
- World Series Baseball (1989)
- Worms (1996?)
- WWF European Rampage Tour (1993)
- WWF WrestleMania (1993)
- Xybots (1991)
- Yie Ar Kung-Fu (1989)